# Liste der Baudenkmäler in Untermerzbach
Auf dieser Seite sind die Baudenkmäler in der unterfränkischen Gemeinde Untermerzbach zusammengestellt. Diese Tabelle ist eine Teilliste der Liste der Baudenkmäler in Bayern. Grundlage ist die Bayerische Denkmalliste, die auf Basis des Bayerischen Denkmalschutzgesetzes vom 1. Oktober 1973 erstmals erstellt wurde und seither durch das Bayerische Landesamt für Denkmalpflege geführt wird. Die folgenden Angaben ersetzen nicht die rechtsverbindliche Auskunft der Denkmalschutzbehörde.
 Diese Liste gibt den Fortschreibungsstand vom 16. April 2020 wieder und enthält 90 Baudenkmäler.

## Ensembles

### Ensemble Ortskern Hemmendorf
Die 1225 erstmals erwähnte Siedlung wurde vermutlich schon im 11./12. Jahrhundert angelegt. Bundschuh nennt in seinem geographischen statistisch-topographischen Lexikon von Franken aus dem Jahr 1800 Hemmendorf als reichen evangelischen Ort mit 93 Einwohnern in 14 Häusern. In der Beschreibung der Ortsanlage wird erläutert, dass die Itz, die zwei Getreidemühlen treibt, so nahe vorbeifließt, dass die Häuser in einer Reihe stehen und wegen der Einfuhr hinter den Scheunen versteckt sind. 1868 setzte ein Blitzschlag große Teile des Dorfes in Brand. Bei dem Wiederaufbau wurde die alte Anlage wiederhergestellt jedoch in systematisierter und ganz regelmäßiger Form: einer geschlossenen traufseitigen Scheunenreihe auf der Ostseite der Dorf- und Durchgangsstraße stehen die Hauptgebäude der Bauernhöfe gegenüber. Die zumeist zweigeschossigen Walmdachhäuser in verputzter Massivbauweise stammen mit ihrer klassizisierenden Formensprache aus der Zeit nach dem Brand. Lediglich am Südrand des Dorfes mit den weiter zurückliegenden Häusern Nr. 1 und 2 und an der neuen nach Westen führenden bei der Flurbereinigung gebauten Straße am Nordende des Dorfes sind ältere, meist erdgeschossige Fachwerkhäuser des 18. /19. Jahrhundert erhalten. Umgrenzung: Haus Nr. 1–14 westlich der Straße und Verlauf der Itz im Osten. Aktennummer: E-6-74-210-1.

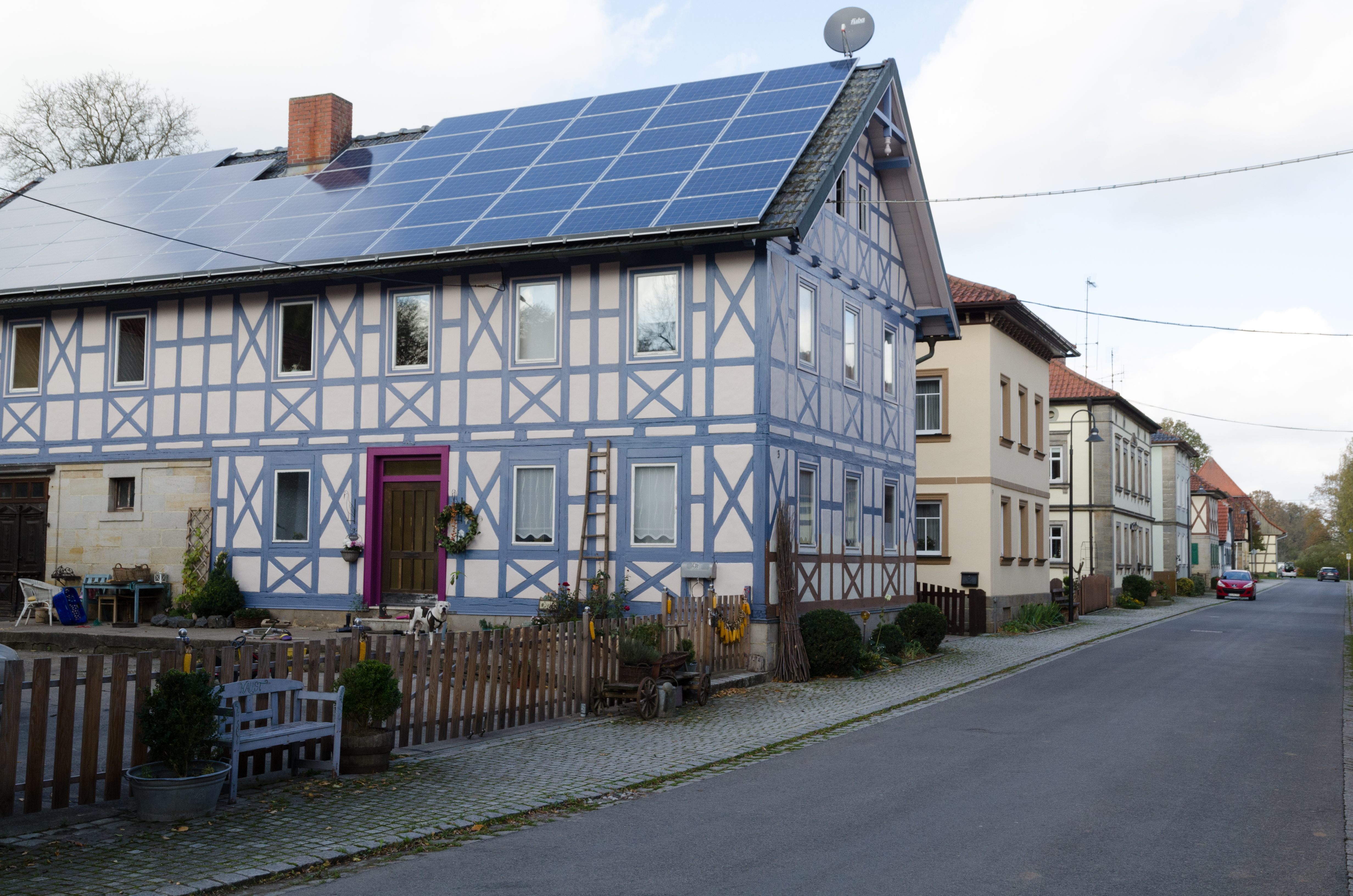
Hemmendorf 3–12
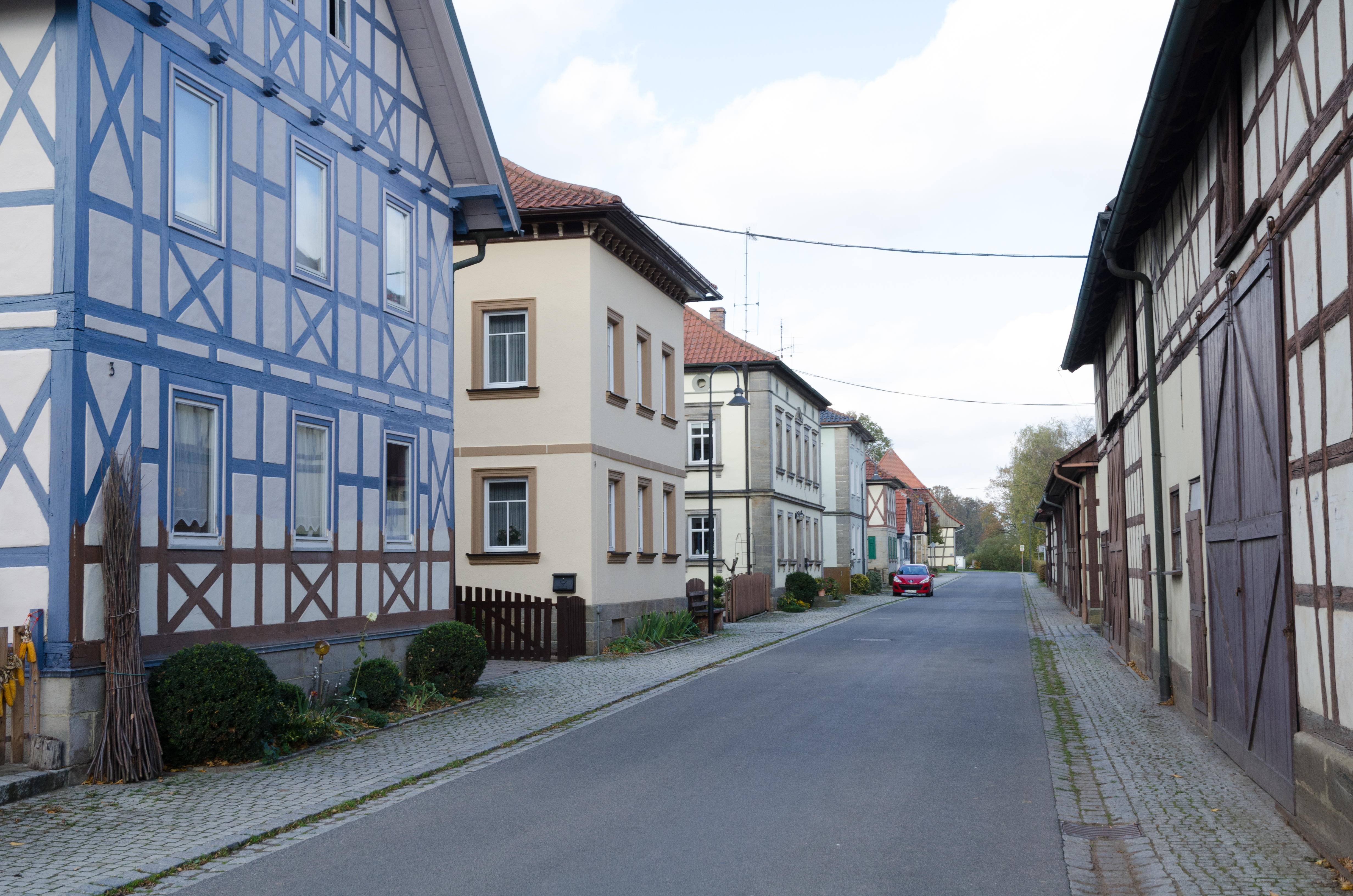
Hemmendorf 3–12
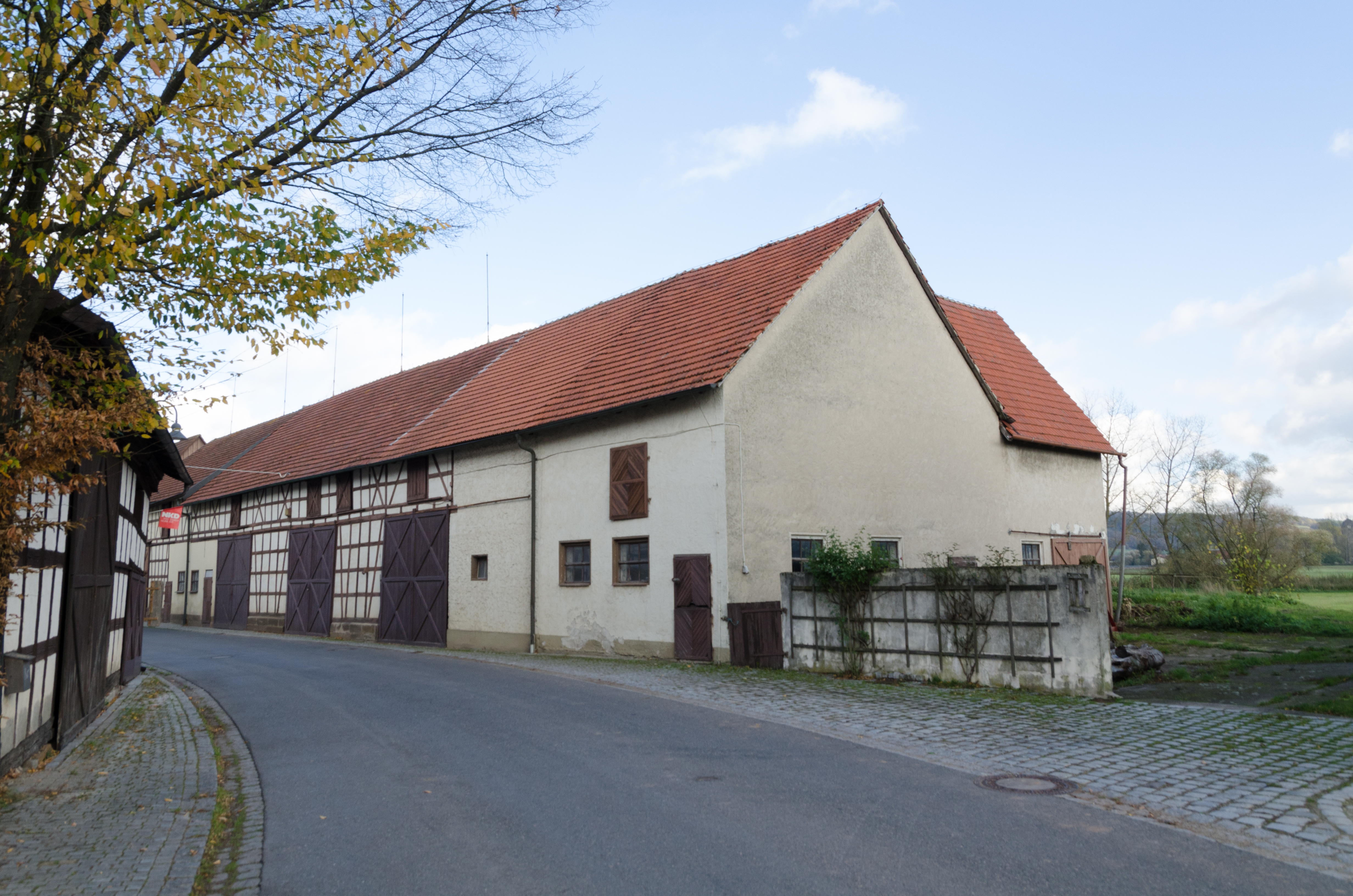
Scheunenreihe
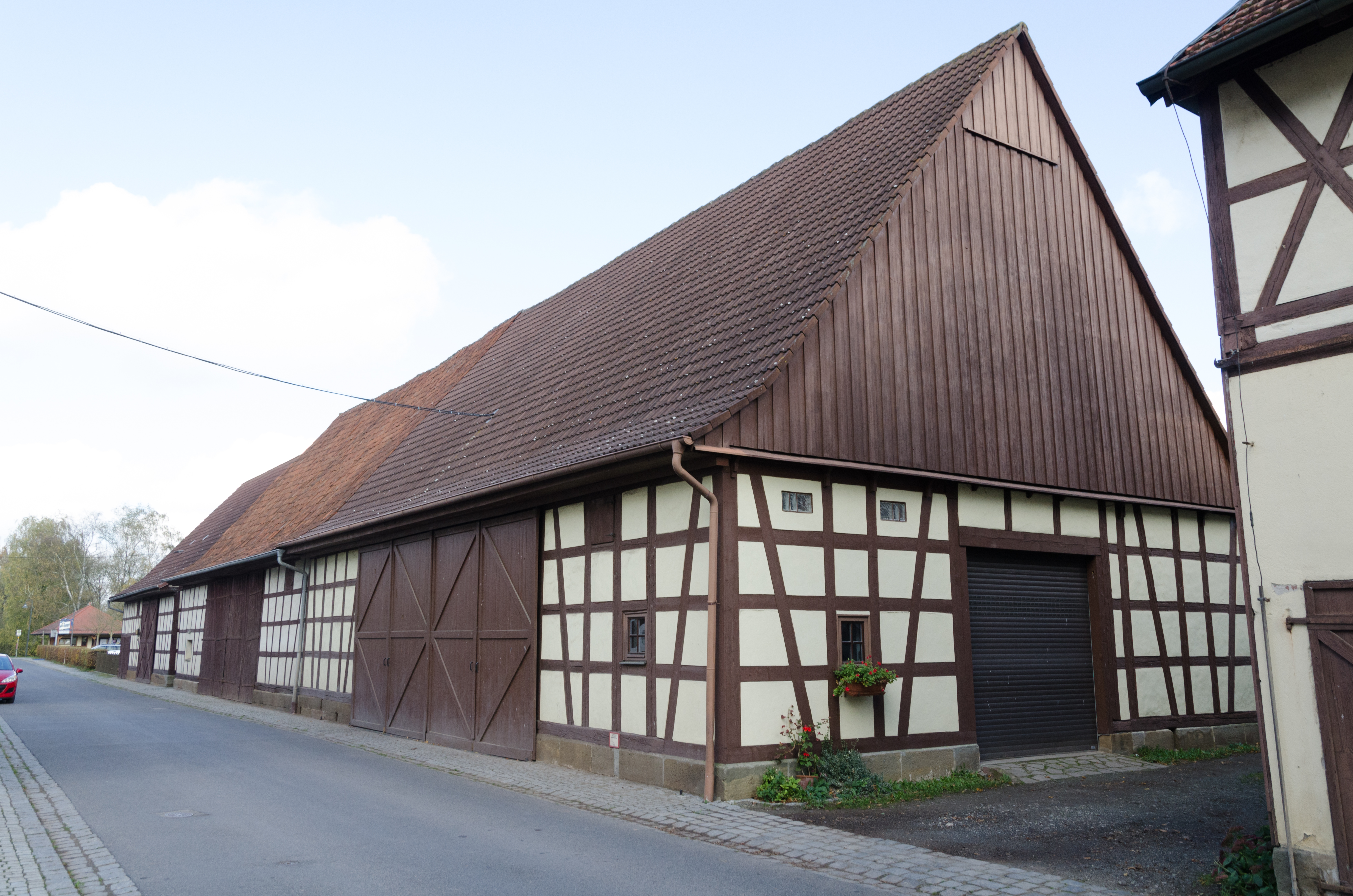
Scheunenreihe

## Baudenkmäler nach Gemeindeteilen

### Buch
| Lage               | Objekt                          | Beschreibung | Akten-Nr.     | Bild           |
| ------------------ | ------------------------------- | --- | ------------- | -------------- |
| Buch 1 (Standort)  | Ehemaliges Doppelanwesen        | Bauernhaus, eingeschossiger Fachwerkbau mit abgewalmtem Frackdach, 18. und frühes 19. Jahrhundert | D-6-74-210-55 | weitere Bilder |
| Buch 1 (Standort)  | Ehemaliges Doppelanwesen        | Doppelscheune, giebelständiger Satteldachbau, Mischkonstruktion aus Sandsteinquadern und Fachwerk, 18./19. Jahrhundert                                                                                         | D-6-74-210-55 | weitere Bilder |
| Buch 5 (Standort)  | Ehemaliges Gasthaus             | Zweigeschossiger Walmdachbau mit Kellergeschoss, Sandsteinquader und Fachwerk, bezeichnet „1825“ | D-6-74-210-52 | weitere Bilder |
| Buch 5 (Standort)  | Scheune                         | Fachwerkbau mit Halbwalmdach, teilweise massiv, bezeichnet „1819“ | D-6-74-210-52 | Scheune        |
| Buch 10 (Standort) | Wohnhaus                        | Eingeschossiges und giebelständiges Fachwerkhaus auf Kellersockel aus Sandsteinquadern, mit Halbwalmdach, um 1800                                                                                              | D-6-74-210-16 | weitere Bilder |
| Buch 10 (Standort) | Schuppen                        | Eingeschossiger und traufständiger Fachwerkbau mit Satteldach, um 1800 | D-6-74-210-16 | weitere Bilder |
| Buch 11 (Standort) | Bauernhaus                      | Zweigeschossiger und giebelständiger Fachwerkbau mit Satteldach, traufseitig verschiefert, Erdgeschoss teilweise massiv, um 1800, Obergeschoss um 1900; giebelständige Fachwerkscheune mit Satteldach, um 1800 | D-6-74-210-54 | weitere Bilder |
| Buch 11 (Standort) | Giebelständige Fachwerkscheune  | Mit Satteldach, um 1800 | D-6-74-210-54 | weitere Bilder |
| Buch 12 (Standort) | Bauernhof                       | Wohnstallhaus, eingeschossiges und giebelständiges Fachwerkhaus mit Halbwalmdach auf Kellersockel aus Sandsteinquadern, bezeichnet „1808“                                                                      | D-6-74-210-17 | weitere Bilder |
| Buch 12 (Standort) | Bauernhof                       | Nebengebäude, Stall mit Gesindekammern, Fachwerk, 1886 | D-6-74-210-17 | BW             |
| Buch 14 (Standort) | Kommunbrauhaus                  | Eingeschossiger Satteldachbau, Sandsteinquader, Fachwerk und Ziegel, 19. Jahrhundert | D-6-74-210-56 | weitere Bilder |
| Buch 14 (Standort) | Brunnen                         | Vor dem Kommunbrauhaus, Sandsteinquader, um 1800 | D-6-74-210-56 | weitere Bilder |
| In Buch (Standort) | Evangelisch-lutherische Kapelle | Giebelständiger Satteldachbau mit verschiefertem Dachreiter mit Zeltdach, neugotisch, bezeichnet „1892“; mit Ausstattung                                                                                       | D-6-74-210-15 | weitere Bilder |
| In Buch (Standort) | Friedhofskreuz                  | Auf Inschriftsockel, Korpus im gotisierenden Dreinageltypus, roter und grüner Sandstein, 1913 | D-6-74-210-53 | Friedhofskreuz |

### Gereuth
| Lage                                               | Objekt                                                  | Beschreibung | Akten-Nr.     | Bild                                                    |
| -------------------------------------------------- | ------------------------------------------------------- | --- | ------------- | ------------------------------------------------------- |
| Gereuth 1 (Standort)                               | Schloss Gereuth                                         | Ehemaliges Wasserschloss, dreigeschossige Dreiflügelanlage mit Walmdach und Sandsteingliederungen | D-6-74-210-19 | weitere Bilder                                          |
| Gereuth 1 (Standort)                               | Schloss Gereuth                                         | Umgeben von trockenem Graben, an dessen vier Ecken achteckige Pavillons, Sandstein mit Bänderung und Glockendächern, nördlich zugehörige Futtermauern | D-6-74-210-19 | weitere Bilder                                          |
| Gereuth 1 (Standort)                               | Schloss Gereuth                                         | Zweibogige Sandsteinbrücke mit Torpfeilern, Ausführung und möglicherweise auch Planung von Joseph Greissing 1705–1710 | D-6-74-210-19 | weitere Bilder                                          |
| Gereuth 1 (Standort)                               | Schloss Gereuth                                         | Portal, Ädikula mit Dreiecksgiebel, Rundbogentor und Pilastergliederung, Wappenkartusche des Fürstbischofs Johann Philipp von Greiffenclau-Vollraths, Sandstein, Schmiedeeisengitter, 1705–1716 | D-6-74-210-19 | weitere Bilder                                          |
| Gereuth 1 (Standort)                               | Schlosspark                                             | Landschaftsgarten im Englischen Stil mit zwei Teichen und einem Wasserlauf, Ende 18. Jahrhundert | D-6-74-210-19 | Schlosspark                                             |
| Gereuth 2 (Standort)                               | Ökonomiegebäude des Schlosses, ehemaliges Hofbauernhaus | Dreiteilige Bautengruppe, zweigeschossiges Wohnhaus mit Halbwalmdach, eingeschossige Scheunen- und Stallflügel mit Walmdach, 1714–16 Planung und Ausführung von Joseph Greissing | D-6-74-210-58 | Ökonomiegebäude des Schlosses, ehemaliges Hofbauernhaus |
| Gereuth 2 (Standort)                               | Ökonomiegebäude des Schlosses, Scheune                  | Traufständiger Massivbau mit Satteldach und Fachwerkgiebel, 18./19. Jahrhundert | D-6-74-210-58 | BW                                                      |
| Gereuth 3 (Standort)                               | Laufbrunnen                                             | Becken und Stock mit Obelisk aus Sandstein, klassizistisch, 19. Jahrhundert | D-6-74-210-24 | weitere Bilder                                          |
| Gereuth 3 (Standort)                               | Altes Schloss                                           | Langgestreckter zweigeschossiger und traufständiger Satteldachbau mit Ziergiebeln und Säulenarkaden zu sieben Fensterachsen, Sandstein zum Teil verputzt, um 1600/1605; Dachwerkumbau 1706 (dendro.dat.), zehnachsiger östlicher Teil 1713 (dendro.dat.) in historisierenden Formen durch Joseph Greising als Speicherbau mit Stallungen angefügt, Umfangreiche Sicherungsarbeiten 1833 (i) | D-6-74-210-20 | weitere Bilder                                          |
| Gereuth 4 (Standort)                               | Rentei                                                  | Zweigeschossiger Walmdachbau mit Sandsteingliederungen, Entwurf und Ausführung des bauzeitlich Vogtei genannten Baus von Joseph Greissing 1713 | D-6-74-210-22 | weitere Bilder                                          |
| Gereuth 5; bei der Kirche (Standort)               | Katholische Pfarrhaus                                   | Zweigeschossiger Walmdachbau mit Sandsteingliederungen, 1717, Entwurf und Ausführung von Archivalien Joseph Greissing | D-6-74-210-21 | weitere Bilder                                          |
| Gereuth 6 (Standort)                               | Katholische Pfarr- und Schlosskirche St. Philippus      | Saalbau mit eingezogenem Chor, Walmdach und mittlerem Fassadenturm mit Kuppeldach und Laterne, Haustein Werksteingliederungen in Sandstein, 1713–1717 nach Plänen von Joseph Greising erbaut; mit Ausstattung | D-6-74-210-18 | weitere Bilder                                          |
| Gereuth 6; vor der Kirche (Standort)               | Terrasse                                                | Mit Balustrade | D-6-74-210-18 | weitere Bilder                                          |
| Gereuth 25; In Gereuth (Standort)                  | Ehemaliges Gasthaus zum Greiffenklau                    | Mächtiger zweigeschossiger und giebelständiger Mansardhalbwalmdachbau mit Fußwalm, Werksteingliederungen und Freitreppe, 1705(d), Ausführung vermutlich von Joseph Greissing | D-6-74-210-23 | weitere Bilder                                          |
| Gereuth 25; In Gereuth (Standort)                  | Scheune                                                 | Fachwerkbau mit Halbwalmdach, um 1708 von Joseph Greissing | D-6-74-210-23 | weitere Bilder                                          |
| Gereuth 26 (Standort)                              | Wohnhaus                                                | Ehemaliges Jägerhaus, eingeschossiges und giebelständiges Fachwerkhaus mit Satteldach, um 1800 | D-6-74-210-59 | weitere Bilder                                          |
| Gereuth 28 (Standort)                              | Wohnhaus                                                | Eingeschossiges und traufständiges Fachwerkhaus mit Halbwalmdach, um 1800 | D-6-74-210-60 | weitere Bilder                                          |
| Gereuth 28 (Standort)                              | Eingeschossiger Sandsteinquaderanbau                    | Mit Halbwalmdach, bezeichnet „1841“ | D-6-74-210-60 | weitere Bilder                                          |
| Gereuth 33 (Standort)                              | Wohnstallhaus                                           | Eingeschossiger und giebelständiger Fachwerkbau mit Halbwalmdach und Trauflaube, bezeichnet „1809“ | D-6-74-210-61 | weitere Bilder                                          |
| Gereuth 33 (Standort)                              | Fachwerkscheune und Backhaus                            | Mit Satteldach, Mitte 19. Jahrhundert | D-6-74-210-61 | BW                                                      |
| Gereuther Tannen im Glasholz (Standort)            | Landschaftsgarten                                       | Unter Philipp Carl Anton von Greiffenklau 1797 angelegt, jetzt weitgehend als Wald überwachsen, mit dem gestalteten Umgriff von folgenden Objekten: | D-6-74-210-57 | weitere Bilder                                          |
| Gereuther Tannen im Glasholz (Standort)            | Theresienstein                                          | Denkmal der Therese, sogenannter Theresienstein, Säule auf Piedestal und Sockel mit Inschrifttafel, klassizistisch, bezeichnet 1797 | D-6-74-210-57 | weitere Bilder                                          |
| Gereuther Tannen im Glasholz (Standort)            | Landschaftsgarten                                       | Einsiedlertafel mit Inschrift, daneben Ruhebank, in den Felsen gearbeitet, um 1800 | D-6-74-210-57 | weitere Bilder                                          |
| Gereuther Tannen im Glasholz (Standort)            | Festplatz                                               | Bodensenke mit Rückertdenkmal, von Naturstein gerahmte Inschrifttafel, 1912, daneben Tür zu einem Felsenkeller, oberhalb die sieben Steine mit den Buchstaben des Namens Rückert | D-6-74-210-57 | weitere Bilder                                          |
| Gereuther Tannen im Glasholz (Standort)            | Landschaftsgarten                                       | Burgstall, im Zuge der Anlage des Landschaftsgartens um 1797 begehbar gestaltete Felsformationen mit Resten von möglicherweise mittelalterlicher Bebauung | D-6-74-210-57 | weitere Bilder                                          |
| In Gereuth (Standort)                              | Ökonomiegarten der Schlossökonomie                      | Weitläufiger ummauerter Baumgarten, 18. Jahrhundert, Mauer des Baumgartens 1714–1716 von Joseph Greissing, historische Bezeichnung des Gartens als Berggarten | D-6-74-210-62 | BW                                                      |
| Mühlleite; an der Straße nach Kurzewind (Standort) | Wegkreuz                                                | Sogenanntes Deutschmeister-Denkmal, Kruzifix im Dreinageltypus von 1950 mit Sockel des Rokoko, zweite Hälfte 18. Jahrhundert | D-6-74-210-88 | weitere Bilder                                          |

### Gleusdorf
| Lage                                                 | Objekt                                | Beschreibung | Akten-Nr.     | Bild                              |
| ---------------------------------------------------- | ------------------------------------- | --- | ------------- | --------------------------------- |
| Dorfstraße 2 (Standort)                              | Schloss Gleusdorf                     | Ehem. Jagd- und Lustschloss von Kloster Banz, jetzt Altenpflegeheim, einflügeliger und dreigeschossiger Corps-de-Logis mit Mansardwalmdach und Sandsteingliederungen, 1756 (dendro.dat.), Zwerchgiebel 1771 (dendro.dat.), 1926 renoviert; Hofportal bez. 1735 mit Wappen des Abtes Valerius Molitor (reg. 1768–92) | D-6-74-210-26 | weitere Bilder                    |
| Dorfstraße 3 (Standort)                              | Ehemalige Synagoge                    | Eingeschossiger Sandsteinquaderbau mit Satteldach, neugotisch, Mitte 19. Jahrhundert | D-6-74-210-27 | weitere Bilder                    |
| Dorfstraße 15 (Standort)                             | Kruzifix                              | Corpus im Dreinageltypus, Holz, wohl 19. Jahrhundert | D-6-74-210-30 | Kruzifix                          |
| Kirchberg (Standort)                                 | Wegkreuz                              | Dreinageltypus auf Inschriftsockel, Sandstein, neugotisch, zweite Hälfte 19. Jahrhundert | D-6-74-210-80 | Wegkreuz                          |
| Kirchberg 4; Nähe Dorfstraße (Standort)              | Ehemaliges Gasthaus und Brauerei      | Zweigeschossiges und giebelständiges Halbwalmdachhaus mit Fachwerkobergeschoss und verschieferter Giebelseite, verschiefert, Ende 18. Jahrhundert | D-6-74-210-28 | Ehemaliges Gasthaus und Brauerei  |
| Kirchberg 4; Nähe Dorfstraße (Standort)              | Wirtschaftsgebäude                    | Mit Satteldächern und Fachwerkobergeschoss, bezeichnet „1730“ | D-6-74-210-28 | BW                                |
| Kirchberg 4; Nähe Dorfstraße (Standort)              | Zwei Fachwerkscheunen                 | Zugehörig, um 1800 | D-6-74-210-28 | BW                                |
| Kirchberg 14 (Standort)                              | Katholische Filialkirche Mariä Geburt | Saalbau mit eingezogenem Chor, Satteldach, Dachreiter mit Zwiebelhaube und Laterne, Sakristeianbau mit Pyramidendach, im Kern 1485 (d), bezeichnet „1663“, Fenster, Chor- und Turmdach 1737 (d) verändert; mit Ausstattung                                                                                          | D-6-74-210-25 | weitere Bilder                    |
| Kirchberg 14 (Standort)                              | Kirchhofmauer                         | Sandsteinquadermauer, 17./18. Jahrhundert | D-6-74-210-25 | Kirchhofmauer                     |
| Kirchberg 14 (Standort)                              | Paramentenhäuschen                    | Eingeschossiger Satteldachbau mit Schindelverkleidung, um 1900 | D-6-74-210-25 | Paramentenhäuschen                |
| Kreisstraße HAS 52; an der Brücke (Standort)         | Standbild heiliger Johann Nepomuk     | Auf ornamentiertem Sockel und Piedestal, Sandstein, Rokoko, bezeichnet „1764“ | D-6-74-210-29 | Standbild heiliger Johann Nepomuk |
| Nähe Brunnengasse (Standort)                         | Brunnenhäuschen                       | Mit vier Steinpfeilern und Walmdach, bezeichnet „1700“ | D-6-74-210-31 | Brunnenhäuschen                   |
| Nähe Dorfstraße; an der Straße nach Ebern (Standort) | Wegkreuz                              | Corpus im Dreinageltypus, Sandstein, gotisierend, 19. Jahrhundert, auf Inschriftsockel von 1920 | D-6-74-210-32 | Wegkreuz                          |

### Hemmendorf
| Lage                      | Objekt                                          | Beschreibung | Akten-Nr.     | Bild           |
| ------------------------- | ----------------------------------------------- | --- | ------------- | -------------- |
| Hemmendorf 1 (Standort)   | Wohnhaus                                        | Eingeschossiges Fachwerkhaus mit Halbwalmdach, zum Teil massiv, über Kellergeschoss, 18. Jahrhundert, verschieferter Giebel von 1835                                                           | D-6-74-210-33 | weitere Bilder |
| Hemmendorf 2 (Standort)   | Wohnhaus                                        | Eingeschossiges und traufständiges Fachwerkhaus über Kellergeschoss mit Satteldach, 18. Jahrhundert                                                                                            | D-6-74-210-34 | weitere Bilder |
| Hemmendorf 3 (Standort)   | Scheune                                         | Traufständiger Fachwerkbau mit Satteldach, 1731 | D-6-74-210-34 | weitere Bilder |
| Hemmendorf 10 (Standort)  | Wohnhaus                                        | Eingeschossiges und giebelständiges Fachwerkhaus mit Halbwalmdach, Fachwerk, 18./19. Jahrhundert                                                                                               | D-6-74-210-35 | weitere Bilder |
| Hemmendorf 12a (Standort) | Zwei zusammengehörige Wohnhäuser                | Vorne zweigeschossiger und traufständiger Fachwerkbau mit Walmdach, 18. Jahrhundert | D-6-74-210-36 | weitere Bilder |
| Hemmendorf 12a (Standort) | Zwei zusammengehörige Wohnhäuser                | Hinten eingeschossiges und traufständiges Fachwerkhaus über Kellersockel, mit Halbwalmdach, bezeichnet „1753“, mit massivem Anbau bezeichnet „1886“                                            | D-6-74-210-36 | weitere Bilder |
| Hemmendorf 12a (Standort) | Stall                                           | Giebelständiger Massivbau mit Halbwalmdach und Fachwerkgiebel, bezeichnet „1844“ | D-6-74-210-36 | weitere Bilder |
| Hemmendorf 13 (Standort)  | Wohnhaus, ehemaliges Gemeindehaus               | Eingeschossiges und traufständiges Fachwerkhaus mit Steilsatteldach und Freitreppe, 18. Jahrhundert                                                                                            | D-6-74-210-37 | weitere Bilder |
| Hemmendorf 14 (Standort)  | Wohnstallhaus                                   | Zweigeschossiger, giebelständiger Halbwalmdachbau mit massivem Erdgeschoss und verschiefertem Fachwerkobergeschoss, 19. Jahrhundert                                                            | D-6-74-210-38 | weitere Bilder |
| Hemmendorf 14 (Standort)  | Einfriedung                                     | Sandsteinmauer mit erhöhten, profilierten Torpfosten, 19. Jahrhundert | D-6-74-210-38 | weitere Bilder |
| Hemmendorf 14 (Standort)  | Stall                                           | Eingeschossiger Sandsteinbau mit Halbwalmdach, 19. Jahrhundert | D-6-74-210-38 | Stall          |
| Hemmendorf 14 (Standort)  | Scheune                                         | Traufständiger Fachwerkbau mit Halbwalmdach, bezeichnet „1823“ | D-6-74-210-38 | weitere Bilder |
| Hemmendorf 15 (Standort)  | Mühle, Hauptgebäude                             | Repräsentative dreigeschossige Zweiflügelanlage mit Giebelrisalit, Attikageschoss, Walmdach und Werksteingliederungen, zweites Obergeschoss des Ostflügels verschiefert, Mitte 19. Jahrhundert | D-6-74-210-39 | weitere Bilder |
| Hemmendorf 15 (Standort)  | Mühle, Hofmauer                                 | | D-6-74-210-39 | BW             |
| Mühlberg (Standort)       | Mühle, Nebengebäude, westlicher Stallbau        | Eingeschossiger und traufständiger Massivbau mit Satteldach | D-6-74-210-39 | BW             |
| Mühlberg (Standort)       | Mühle, Nebengebäude, nördlich Stall und Scheune | Sandsteinquaderbau mit Satteldach und flussseitigem Fachwerkgiebel | D-6-74-210-39 | weitere Bilder |
| Mühlberg (Standort)       | Mühle, Nebengebäude, Fachwerkscheune            | mit Satteldach auf massivem Sockelgeschoss | D-6-74-210-39 | BW             |
| Mühlberg (Standort)       | Mühle, Nebengebäude, Mühlwerk                   | Fachwerkanbauten am Hauptgebäude, bezeichnet „1863“ | D-6-74-210-39 | weitere Bilder |
| Mühlberg (Standort)       | Felsenkeller                                    | Zugang mit Sandsteinquaderwangen, bezeichnet „1718“ | D-6-74-210-39 | BW             |
| Hemmendorf 19 (Standort)  | Ehemaliges Brauhaus                             | Eingeschossiger und traufständiger Fachwerkbau mit Satteldach und vorkragender Traufe, bezeichnet „1748“                                                                                       | D-6-74-210-63 | weitere Bilder |

### Memmelsdorf in Unterfranken
| Lage                                      | Objekt                                                               | Beschreibung | Akten-Nr.     | Bild               |
| ----------------------------------------- | -------------------------------------------------------------------- | --- | ------------- | ------------------ |
| Burgstall (Standort)                      | Jüdischer Friedhof                                                   | Mit Einfriedungsmauer aus Sandsteinquadern, ca. 112 Grabsteine, 1835 nördlich des Ortes angelegt, Bestattungen bis 1937                                                      | D-6-74-210-42 | Jüdischer Friedhof |
| Hauptstraße 1 (Standort)                  | Ehemalige Gastwirtschaft, jetzt Wohnhaus, sogenanntes Präcklein-Haus | In ortsbildprägender Ecklage, zweigeschossiges und traufständiges Fachwerkhaus mit Kellergeschoss und Halbwalmdach, Erdgeschoss teilweise massiv, 18. Jahrhundert            | D-6-74-210-69 | weitere Bilder     |
| Hauptstraße 3 (Standort)                  | Bauernhof                                                            | Hakenanlage, zweigeschossiges und giebelständiges Wohnhaus mit Krüppelwalmdach, Fachwerk, verschiefert, 18. Jahrhundert                                                      | D-6-74-210-70 | weitere Bilder     |
| Hauptstraße 3 (Standort)                  | Bauernhof                                                            | Nebengebäude, Fachwerkscheune mit Wagendurchfahrt und Satteldach | D-6-74-210-70 | weitere Bilder     |
| Hauptstraße 3 (Standort)                  | Bauernhof                                                            | Nebengebäude, Fachwerkscheune mit Halbwalmdach in Ecklage, 18./19. Jahrhundert                                                                                               | D-6-74-210-70 | weitere Bilder     |
| Hauptstraße 5 (Standort)                  | Altes Wirtshaus                                                      | Zweigeschossiger und traufständiger Fachwerkbau mit Halbwalmdach, 18. Jahrhundert                                                                                            | D-6-74-210-71 | weitere Bilder     |
| Hauptstraße 7 (Standort)                  | Evangelisch-lutherische Pfarrkirche St. Bartholomäus                 | Saalbau mit Satteldach und Chorturm mit Zwiebelhaube und Laterne, 15.–18. Jahrhundert, Portal bezeichnet 1722, in diesem Jahr Neugestaltung durch Hans Salb; mit Ausstattung | D-6-74-210-40 | weitere Bilder     |
| Hauptstraße 10; Hauptstraße 14 (Standort) | Wohnhaus                                                             | Eingeschossiger und giebelständiger Sandsteinquaderbau mit Halbwalmdach, Hausteingliederungen und Fachwerkgiebel, bezeichnet „1805“                                          | D-6-74-210-68 | weitere Bilder     |
| Hauptstraße 13 (Standort)                 | Wohnhaus                                                             | Zweigeschossiger und traufständiger Halbwalmdachbau mit Durchfahrt und Fachwerkobergeschoss                                                                                  | D-6-74-210-72 | weitere Bilder     |
| Hauptstraße 13 (Standort)                 | Zweigeschossiger Flügel                                              | Mit Satteldach und Fachwerkobergeschoss | D-6-74-210-72 | weitere Bilder     |
| Hauptstraße 13 (Standort)                 | Scheune                                                              | Mit Satteldach und massivem Erdgeschoss, 18. Jahrhundert, 1812 verändert | D-6-74-210-72 | Scheune            |
| Hauptstraße 19 (Standort)                 | Scheune                                                              | Giebelständiger Fachwerkbau mit Satteldach, bezeichnet „1818“ | D-6-74-210-73 | weitere Bilder     |
| Hauptstraße 20 (Standort)                 | Wohnhaus                                                             | Fachwerkhaus mit abgewalmtem Frackdach, mit Mikwe, um 1800 | D-6-74-210-87 | weitere Bilder     |
| Hauptstraße 26 (Standort)                 | Wohnhaus                                                             | Zweigeschossiges und giebelständiges Fachwerkhaus mit Halbwalmdach, 18. Jahrhundert                                                                                          | D-6-74-210-64 | weitere Bilder     |
| Hauptstraße 26 (Standort)                 | Nebengebäude                                                         | Eingeschossiger Satteldachbau mit Lunettenfenstern, in Quadermauerwerk mit Werksteingliederungen, spätklassizistischer Rundbogenstil, 1856                                   | D-6-74-210-64 | BW                 |
| Judengasse 2 (Standort)                   | Wohnhaus                                                             | Zweigeschossiger und giebelständiger Fachwerkbau mit Halbwalmdach und Verschieferung, 1816, mit Mikwe                                                                        | D-6-74-210-65 | weitere Bilder     |
| Judengasse 6 (Standort)                   | Ehemalige Synagoge                                                   | Rechteckiger Saalbau mit Walmdach, Sandsteinquader und Werksteingliederungen, 1727/28, wohl von Hans Salb; mit Ausstattung                                                   | D-6-74-210-41 | weitere Bilder     |
| Schloßgasse 2 (Standort)                  | Wohnhaus                                                             | Eingeschossiges und traufständiges Fachwerkhaus mit Satteldach, 18. Jahrhundert                                                                                              | D-6-74-210-67 | weitere Bilder     |
| Truschenhofer Weg 2 (Standort)            | Villa                                                                | Zweigeschossiger Walmdachbau mit Säulenvorhalle und Hausteingliederungen in Sandstein, um 1925                                                                               | D-6-74-210-75 | Villa              |
| Truschenhofer Weg 2 (Standort)            | Garten                                                               | Im englischen Stil, Torpfeiler in Haustein | D-6-74-210-75 | BW                 |
| Zur Dorfmühle 5 (Standort)                | Wohnhaus                                                             | Ehemalige Mühle, zweigeschossiges Fachwerkhaus mit Walmdach, bezeichnet 1790                                                                                                 | D-6-74-210-74 | weitere Bilder     |
| Zur Dorfmühle 5 (Standort)                | Scheune                                                              | Sandsteinquader und Fachwerk, um 1800 | D-6-74-210-74 | weitere Bilder     |

### Obermerzbach
| Lage                       | Objekt                                     | Beschreibung | Akten-Nr.     | Bild           |
| -------------------------- | ------------------------------------------ | --- | ------------- | -------------- |
| In Obermerzbach (Standort) | Evangelisch-lutherische Kirche St. Michael | Saalbau mit steilem Satteldach und Chorturm mit verschiefertem Fachwerkobergeschoss und Spitzhelm, romanisch, um 1200, Dachwerk 1493 (dendro.dat.), 1615 und 1693 verändert, Turmhelm Anfang 19. Jahrhundert; mit Ausstattung | D-6-74-210-43 | weitere Bilder |
| Obermerzbach 2 (Standort)  | Bauernhaus                                 | Eingeschossiges und giebelständiges Fachwerkhaus auf Kellergeschoss, mit Halbwalmdach und Teilverschieferung, zweite Hälfte 18. Jahrhundert, Zwerchhaus 19. Jahrhundert                                                       | D-6-74-210-82 | Bauernhaus     |
| Obermerzbach 3 (Standort)  | Bauernhaus                                 | Zweigeschossiger Walmdachbau, biedermeierlich, 1864; rückwärtig kurzes Stallgebäude mit Fachwerkobergeschoss und Satteldach, wohl 18. Jahrhundert                                                                             | D-6-74-210-83 | Bauernhaus     |
| Obermerzbach 4 (Standort)  | Bauernhaus                                 | Zweigeschossiger und giebelständiger Halbwalmdachbau mit offener Durchfahrt, Fachwerkobergeschoss mit Verschieferung in deutscher Schablone mit Weißmalerei, 18./19. Jahrhundert                                              | D-6-74-210-44 | Bauernhaus     |
| Obermerzbach 9 (Standort)  | Wohnhaus                                   | Eingeschossiges und traufständiges Fachwerkhaus, mit Halbwalmdach und massiver Giebelseite, bezeichnet „1791“ | D-6-74-210-45 | Wohnhaus       |
| Obermerzbach 11 (Standort) | Bauernhaus                                 | Zweigeschossiges und giebelständiges Wohnstallhaus mit Halbwalmdach und verschiefertem Fachwerkobergeschoss, bezeichnet „1841“                                                                                                | D-6-74-210-84 | Bauernhaus     |
| Obermerzbach 13 (Standort) | Bauernhaus                                 | Eingeschossiger und giebelständiger Fachwerkbau auf, Kellersockel, mit Satteldach und zweiarmiger Freitreppe mit Laube, um 1830                                                                                               | D-6-74-210-85 | Bauernhaus     |
| Obermerzbach 14 (Standort) | Bauernhaus                                 | Zweigeschossiges und traufständiges Fachwerkhaus mit verschiefertem Giebel, Erdgeschoss mit Durchfahrt bezeichnet „1721“ und „1722“, Veränderung zum Frackdachhaus um 1900                                                    | D-6-74-210-46 | Bauernhaus     |

### Recheldorf
| Lage                     | Objekt                                             | Beschreibung | Akten-Nr.      | Bild                |
| ------------------------ | -------------------------------------------------- | --- | -------------- | ------------------- |
| Boden (Standort)         | Kelleranlage                                       | Zwei gewölbte Erdkeller aus Hausteinmauerwerk, Sandsteinfassade mit zwei Rundbogenportalen, 18./frühes 19. Jh.; Wappenstein und zwei Sitzkonsolen als Spolien zwischen den Eingängen teils verkehrt herum eingemauert | D-6-74-210-105 | BW                  |
| Recheldorf 6 (Standort)  | Wohnhaus                                           | Eingeschossiges und giebelständiges Krüppelwalmdach mit Fachwerkgiebel, 18./19. Jahrhundert | D-6-74-210-47  | Wohnhaus            |
| Recheldorf 18 (Standort) | Bauernhaus                                         | Eingeschossiges und giebelständiges Halbwalmdachhaus mit geohrten Fensterrahmungen, Fachwerkgiebel und Laube, im Kern 18. Jahrhundert                                                                                 | D-6-74-210-48  | Bauernhaus          |
| Recheldorf 24 (Standort) | Ehemaliger Brauereigasthof                         | Zweigeschossiger und giebelständiger Fachwerkbau mit Drittelwalmdach, 1756 | D-6-74-210-77  | weitere Bilder      |
| Recheldorf 24 (Standort) | Ehemaliges Brauhaus                                | Eingeschossiger und traufständiger Fachwerkbau mit Mansarddach, 18. Jahrhundert | D-6-74-210-77  | Ehemaliges Brauhaus |
| Recheldorf 24 (Standort) | Hoftor                                             | Rundbogentor mit Sandsteinrahmen, um 1600 | D-6-74-210-77  | Hoftor              |
| Recheldorf 25 (Standort) | Gemeindehaus, ehemaliges Bettensteiner Schäferhaus | Eingeschossiger Sandsteinquaderbau mit Satteldach und verschiefertem Dachreiter, um 1850; 1871 transloziert | D-6-74-210-78  | weitere Bilder      |

### Truschenhof
| Lage                     | Objekt  | Beschreibung | Akten-Nr.     | Bild           |
| ------------------------ | ------- | --- | ------------- | -------------- |
| Truschenhof 2 (Standort) | Gutshof | Planung und Ausführung von Joseph Greissing 1710/11, inschriftliche Datierung „1711“ am Kaminkopf: Wohngebäude, zwei gegenüberstehende Walmdachbauten mit Werksteingliederungen, westlich mit Wappenkartusche | D-6-74-210-49 | weitere Bilder |
| Truschenhof 2 (Standort) | Gutshof | Hofmauer aus Bruch- und Haustein | D-6-74-210-49 | BW             |
| Truschenhof 2 (Standort) | Gutshof | Rundbogiges Hoftor, Sandstein | D-6-74-210-49 | BW             |
| Truschenhof 2 (Standort) | Gutshof | Umfassungsmauern der ehemaligen Scheune mit korbbogigen Wageneinfahrten, Sandstein | D-6-74-210-49 | BW             |
| Truschenhof 2 (Standort) | Gutshof | Hofmauer aus Bruch- und Haustein | D-6-74-210-49 | BW             |
| Truschenhof 2 (Standort) | Gutshof | Rundbogiges Hoftor, Sandstein | D-6-74-210-49 | BW             |

### Untermerzbach
| Lage                                                                                        | Objekt                                        | Beschreibung | Akten-Nr.     | Bild                             |
| ------------------------------------------------------------------------------------------- | --------------------------------------------- | --- | ------------- | -------------------------------- |
| Bachgasse 1 (Standort)                                                                      | Wohnhaus                                      | Zweigeschossiges Fachwerkhaus mit Satteldach, bezeichnet „1754“ | D-6-74-210-1  | weitere Bilder                   |
| Bäckenweg 2; Bäckenweg 4; Erkelring 12; Erkelring 14; Erkelring 16; Kellerstraße (Standort) | Kellergasse mit 47 gewölbten Erdkellern       | Hinter Sandsteinfassaden mit Lüftungsöffnung, 18.–20. Jahrhundert, 21 Keller an der Westseite der Straße (Nr. 8 bezeichnet „17 . .“) und 26 an der Ostseite (Nr. 3 bezeichnet „1816“, Nr. 5, 6 und 24 bezeichnet „1848“); in Fortsetzung der Bäckengasse ab Friedhof bis zur Höhe gegen Memmelsdorf einschließlich Abzweigung nach Truschenhof; unter Baumbestand | D-6-74-210-2  | weitere Bilder                   |
| Hintere Hambach; Mittlerer Hambach; Vorderer Hambach (Standort)                             | Grenzsteine                                   | 18./19. Jahrhundert; Walddistrikte Hambach und Lehmholz | D-6-74-210-14 | BW                               |
| Judenhof 1 (Standort)                                                                       | Ehemalige Synagoge                            | Zweigeschossiges und giebelständiges Fachwerkhaus mit Halbwalmdach und hölzernem Synagogenhimmel, um 1800 | D-6-74-210-76 | Ehemalige Synagoge               |
| Kirchenweg 3 (Standort)                                                                     | Evangelisch-lutherische Pfarrkirche           | Ehemalige Simultankirche (seit 1691), Saalbau mit Walmdach, Werksteingliederungen, Chorturm mit Spitzhelm, Chorturm 15. Jahrhundert, Langhaus spätes 17. Jahrhundert; mit Ausstattung | D-6-74-210-3  | weitere Bilder                   |
| Kirchenweg 5 (Standort)                                                                     | Evangelisch-lutherisches Pfarramt             | Zweigeschossiges und traufständiges Fachwerkhaus mit Mansardhalbwalmdach, bezeichnet „1807“ | D-6-74-210-4  | weitere Bilder                   |
| Kirchenweg 5 (Standort)                                                                     | Pfarrstadel                                   | Fachwerkbau mit Halbwalmdach, nach 1803 | D-6-74-210-4  | BW                               |
| Marktplatz 3 (Standort)                                                                     | Wohnhaus                                      | Zweigeschossiges und traufständiges Fachwerkhaus mit Walmdach, Durchfahrtsteil mit Halbwalmdach, verschiefert, 1790 | D-6-74-210-5  | weitere Bilder                   |
| Marktplatz 5 (Standort)                                                                     | Ehemaliger Gasthof Schleicher, jetzt Wohnhaus | Zweigeschossiges und traufständiges Fachwerkhaus mit Halbwalmdach 1763; klassizistisches Wirtshausschild, 1791 | D-6-74-210-6  | weitere Bilder                   |
| Marktplatz 5 (Standort)                                                                     | Klassizistisches Wirtshausschild              | 1791 | D-6-74-210-6  | Klassizistisches Wirtshausschild |
| Marktplatz 6 (Standort)                                                                     | Gasthof Schwarzer Adler                       | Zweigeschossiger und traufständiger Fachwerkbau mit Halbwalmdach und Verschieferung, 18. Jahrhundert | D-6-74-210-7  | weitere Bilder                   |
| Marktplatz 6 (Standort)                                                                     | Gasthof Schwarzer Adler                       | Wirtshausschild, 1780 | D-6-74-210-7  | weitere Bilder                   |
| Marktplatz 6 (Standort)                                                                     | Gasthof Schwarzer Adler                       | Rückseitig gestelzter zweigeschossiger Flügel mit Trauflaube | D-6-74-210-7  | BW                               |
| Marktplatz 8 (Standort)                                                                     | Rathaus                                       | Zweigeschossiger und traufständiger Fachwerkbau mit Halbwalmdach, um 1800 | D-6-74-210-8  | weitere Bilder                   |
| östlich des Ortes am alten Weg zur Schenkenau (Standort)                                    | Bildstock                                     | Mit vierseitigem Aufsatz, Sandstein, wohl 16. Jahrhundert | D-6-74-210-51 | weitere Bilder                   |
| Mühlstraße 3 (Standort)                                                                     | Wohnhaus                                      | Zweigeschossiges und traufständiges Fachwerkhaus, mit Halbwalmdach und Verschieferung, spätes 18. Jahrhundert | D-6-74-210-10 | weitere Bilder                   |
| Mühlstraße 12 (Standort)                                                                    | Villa                                         | Zweiflügeliger und zweigeschossiger Walmdachbau mit Ziergiebelrisalit und Eckturm mit welscher Haube und Laterne, Werksteingliederungen in Sandstein, renaissancierender Historismus, 1907 | D-6-74-210-9  | weitere Bilder                   |
| Mühlstraße 12 (Standort)                                                                    | Zugehörig Toranlage                           | | D-6-74-210-9  | weitere Bilder                   |
| Mühlstraße 14 (Standort)                                                                    | Wohnhaus                                      | Fachwerkhaus mit Halbwalmdach und verschiefertem Giebel, Kellersockel und Freitreppe, Sandstein, um 1800 | D-6-74-210-50 | weitere Bilder                   |
| Nähe Kirchenweg (Standort)                                                                  | Adelsfriedhof der Grafen von Rottenhan        | Mit Schmiedeeisengitter auf Quadersockel umfriedeter Bezirk mit acht Grabmälern, 19. und frühes 20. Jahrhundert; nördlich der Kirche | D-6-74-210-79 | weitere Bilder                   |
| Schloßäcker, in der Nähe der Straße nach Ebern (Standort)                                   | Jüdischer Friedhof                            | Sieben Grabreihen mit ca. 60 Grabsteinen, 1841 angelegt (bis 1940) | D-6-74-210-13 | weitere Bilder                   |
| Schloßstraße 2 (Standort)                                                                   | Wohnhaus                                      | Zweigeschossiger und giebelständiger Fachwerkbau mit Halbwalmdach und Laubengang im Erdgeschoss, bezeichnet „1860“ | D-6-74-210-11 | weitere Bilder                   |
| Schloßweg 2 (Standort)                                                                      | Schloss Untermerzbach                         | Dreigeschossiger Mansardwalmdachbau mit zwei schräggestellten Ecktürmen und Sandsteingliederungen, im Kern 1534; klassizistischer Umbau 1750/51 | D-6-74-210-12 | weitere Bilder                   |
| Im Schloßgarten (Standort)                                                                  | Schlosspark                                   | Terrassen und Treppen mit Balusterbrüstungen und Futtermauern, Sandstein, um 1760; Park, seit 1726, Umgestaltung zum Landschaftspark mit Bepflanzungen und Wegen, seit 1789 und frühes 19. Jahrhundert, 1838 von Eduard Petzold | D-6-74-210-12 | weitere Bilder                   |
| Im Schloßgarten (Standort)                                                                  | Parktor                                       | mit zwei Fußgängertoren, gebänderte Pfeiler mit Aufsätzen und schmiedeeisernen Torflügeln, um 1760 | D-6-74-210-12 | weitere Bilder                   |
| Im Schloßgarten (Standort)                                                                  | Obelisk                                       | mit figürlicher Darstellung, Sandstein, bezeichnet „1938“, Stiftung der Novizen | D-6-74-210-12 | BW                               |
| Im Schloßgarten (Standort)                                                                  | runder Keller                                 | | D-6-74-210-12 | BW                               |
| Im Schloßgarten (Standort)                                                                  | klassizistischer Pfeiler                      | aus Schmiedeeisen, um 1760 | D-6-74-210-12 | BW                               |
| Im Schloßgarten (Standort)                                                                  | Kapelle                                       | Kleiner Saalbau mit eingezogener Apsis, Satteldach und Dachreiter mit Pyramidendach, Jugendstil, um 1900/10 | D-6-74-210-12 | Kapelle                          |
| Schloßstraße 16, 18 (Standort)                                                              | Kleinhaus                                     | Satteldachbau mit Zierfachwerk, Ende 17. Jahrhundert | D-6-74-210-99 | weitere Bilder                   |

### Wüstenwelsberg
| Lage                        | Objekt     | Beschreibung | Akten-Nr.     | Bild           |
| --------------------------- | ---------- | --- | ------------- | -------------- |
| Wüstenwelsberg 2 (Standort) | Bauernhaus | Traufständiges Fachwerkhaus, bezeichnet „1807“, Aufstockung und Zwerchgiebel mit Krüppelwalmdach, bezeichnet „1902“               | D-6-74-210-86 | weitere Bilder |
| Wüstenwelsberg 6 (Standort) | Bauernhof  | Eingeschossiges Wohnstallhaus mit Satteldach, Sandsteinquader, Fachwerk und Ziegel, Ende 19. Jahrhundert                          | D-6-74-210-81 | BW             |
| Wüstenwelsberg 6 (Standort) | Bauernhof  | Scheune, giebelständiger Fachwerkbau mit Satteldach, daneben Torfahrt und Remise mit Fachwerkobergeschoss und Satteldach, um 1900 | D-6-74-210-81 | weitere Bilder |